# Інія амазонська
Інія амазонська (Inia geoffrensis) — вид ссавців із родини Інієві. Є три підвиди: I. g. geoffrensis у системі Амазонки в Бразилії, Перу та Еквадорі, I. g. boliviensis у Болівії, і I. g. humboldtiana в басейні річки Оріноко у Венесуелі та Колумбії. Недавні мітохондріальні та генетичні дослідження (Banguera-Hinestroza та ін., 2002) зміцнили морфологічні докази (da Silva, 1994) того, що болівійські інії еволюційно значно відрізняються від інших двох підвидів.

## Етимологія
Слово Inia з мови ґуараю (тупійські мови), племені корінних індіанців Болівії, що населяють береги Ріо-Сан-Мігель, яким вони позначають цього дельфіна. Вид названо на честь Етьєна Жоффруа Сент-Ілера (1772-1844), провідного французького зоолога; суфікс -ensis має сенс приналежності.

## Середовище проживання
Країни проживання: Болівія, Бразилія, Колумбія, Еквадор, Перу та Венесуела.
Мешкає у ріках басейнів Амазонки та Оріноко. Плавають у затоплених лісах у багатоводний сезон, і часто шукають здобич серед коренів і стовбурів частково затоплених дерев. Коли ж рівень води падає, обирають глибокі ділянки річок поблизу гирл і великі річки.

## Морфологія
Морфометрія. завдовжки від 1,6 до 2,8 м. Вага 98-200 кг, самці більші й важчі, ніж самиці.
Опис. Тіло кремезне, але дуже гнучке, тому що голова може рухатися у всіх напрямках, тому що шийні хребці не зливається. Писок довгий. Очі маленькі та непомітні, але функціональні. Забарвлення варіює від блідо-сірого до рожевого, зі спиною темнішою від черевної області. Хвостовий плавець широкий і трикутний, спинний плавник короткий, як кіль. Грудні плавники великі, широкі, веслоподібні. 
Зубна формула: 22-35/22-35, загалом від 88 до 140 зубів. 

## Стиль життя
Харчуються великою різноманітністю риб, молюсків і прісноводних черепах. Мабуть харчується частіше опівдні та пополудні. Рухається повільно. Це поодинокий вид, але може бути знайдений у парах. Майже ніколи не вистрибує з води і коли видихає, тільки показує свій спинний плавник. Беручи до уваги те, що швидкість води в басейні річок невисока, ці тварини здатні дуже добре маневрувати між деревами в затопленому лісі. Вони рухаються майже виключно по ехолокації. Самиця народжує одне маля після 11—12 місяців вагітності.

## Галерея
- Inia geoffrensis — Інія амазонська

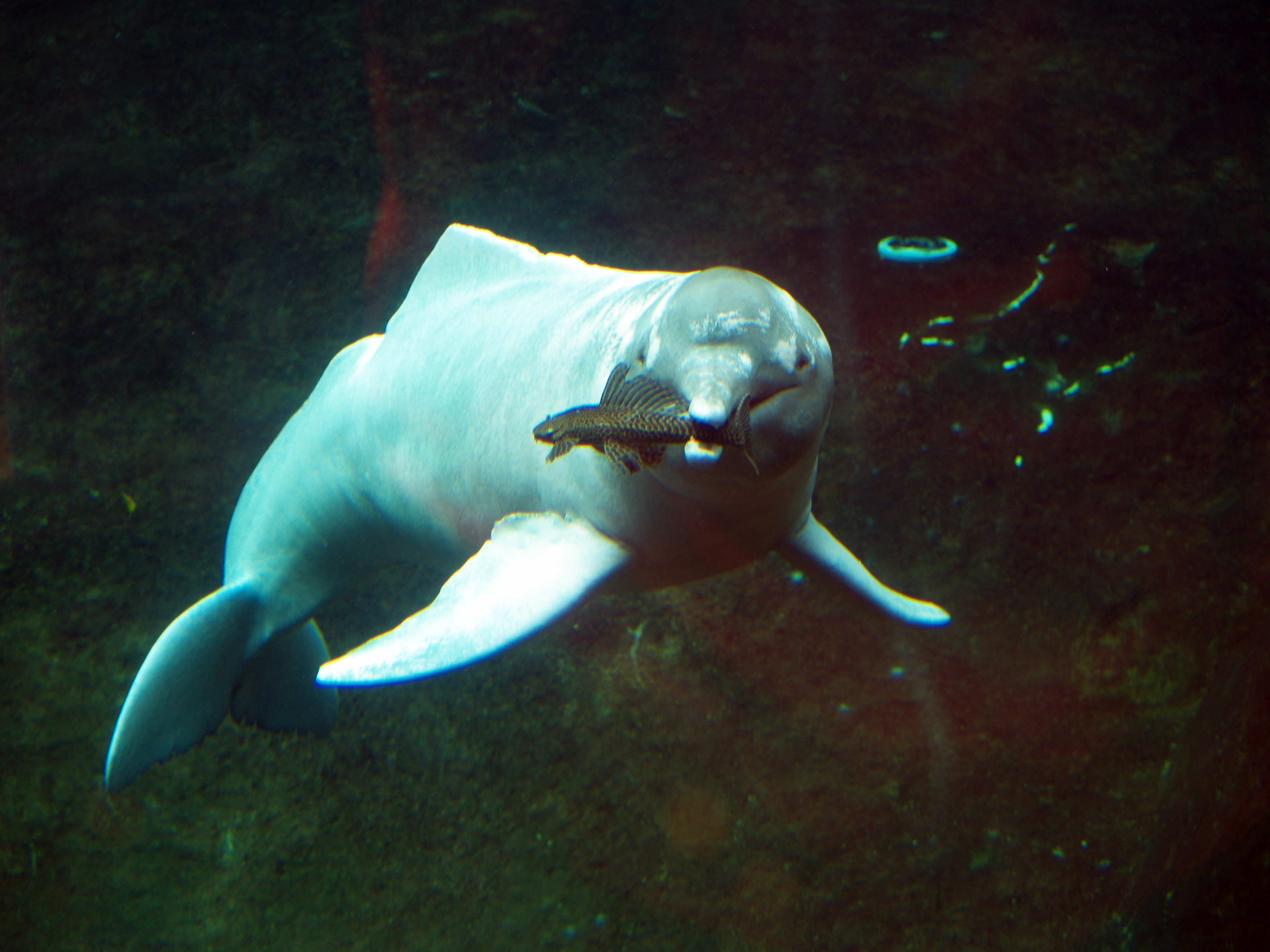
У зоопарку в Дуйсбурзі
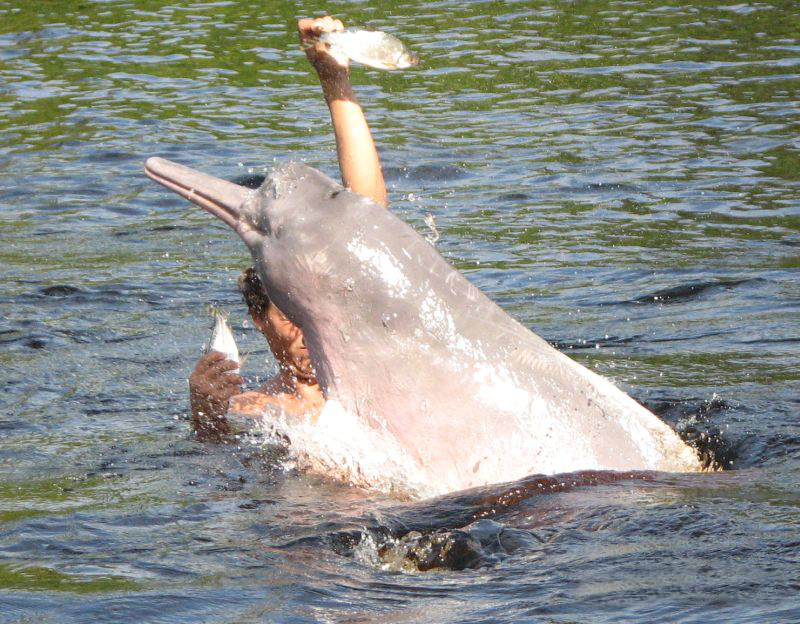
Порівняння розміру інії амазонської з людиною